# Cinesias
Cinesias (ca. 450 - 390 a. C.) fue un poeta de la Antigua Grecia del que solo se conservan fragmentos. 
Perteneció al sector denominado "Nuevo ditirambo", un grupo de poetas que utilizaban expresiones novedosas y que fueron criticados por Aristófanes en Las ranas. Además, Aristófanes satirizó a Cinesias en Las aves, Las asambleístas y Lisístrata. Ferécrates, en su obra Quirón (en un fragmento conservado por el Pseudo Plutarco en la obra Sobre la música), consideró que Cinesias había corrompido la poesía del Ática. Platón también lo criticó en su obra Gorgias señalando que no se ocupaba de la mejora moral que sus obras pudieran producir a sus oyentes, sino solo de agradarlos. En el Gorgias también menciona al padre de Cinesias, Meles, del que dice que su música con la cítara incluso era una molestia para el auditorio.
También se conserva una propuesta de Cinesias de concesión de honores a Dionisio I, tirano de Siracusa en los años 394 y 393 a. C.
Cinesias se presentó como acusación en dos procesos en los que el orador Lisias era el defensor. Lisias señaló que Cinesias cambió la poesía por el oficio de delator o sicofante. Cinesias participó en un decreto que prohibió los coros de las comedias.
El comediógrafo Estratis escribió una obra titulada Cinesias, de la que se conservan escasos versos.